# On the Line (film, 2021)
Pour les articles homonymes, voir On the Line.
Pour plus de détails, voir Fiche technique et Distribution.
On the Line (hangeul : 보이스 ; RR : Boiseu, litt. « la voix ») est un film d'action sud-coréen réalisé par Kim Gok et Kim Soon, sorti en 2021 en Corée du Sud. Il raconte l'histoire d'un homme victime d'un hameçonnage par téléphone et qui infiltre l'organisation des escrocs jusqu'en Chine pour récupérer son argent,.
Il sort le 15 septembre 2021, le jour de la fête du Chuseok et totalise 11,87 millions $ de recettes et 1,42 million d'entrées, ce qui en fait le quatrième plus gros succès au box-office sud-coréen de 2021.

## Synopsis
Un ancien policier nommé Seo-joon (Byeon Yo-han (en)), aujourd'hui devenu chef de chantier à Busan, est victime d'un hameçonnage par téléphone, tout comme sa famille et ses collègues. Il remonte alors l'organisation criminelle responsable et infiltre le centre d'appels en Chine où il est surpris par l'approche systémique et l'ampleur des escroqueries. Il rencontre Pro Kwak (Kim Moo-yeol (en)), le chef de la planification et sait que la tâche sera ardue s'il veut récupérer son argent.

## Fiche technique
- Titre original : 보이스
- Titre international : On the Line
- Réalisation : Kim Gok et Kim Soon
- Scénario : Bae Young-ik
- Photographie : Lee Seon-yeong
- Production: Park Ja-myeong
- Société de production : Sufilm
- Société de distribution : CJ Entertainment
- Pays d’origine :  Corée du Sud
- Langue originale : coréen
- Format : couleur
- Genre : action
- Durée : 109 minutes
- Date de sortie :
  -  Corée du Sud : 15 septembre 2021
  -  Mongolie : 21 janvier 2022
  -  Japon : 7 octobre 2022

## Distribution
- Byeon Yo-han (en) : Seo Joon[5]
- Kim Moo-yeol (en) : Pro Kwak, le créateur de l'arnaque par téléphone[6]
- Kim Hee-won (en) : Lee Kyeo-ho, chef de l'équipe chargée de lutter contre l'hameçonnage par téléphone[7]
- Park Myeong-hoon, Cheon, le directeur du centre d'appel
- Choi Byeong-mo (en) : l'inspecteur Park[8]
- Lee Joo-young (en) : Kkang Chil, une pirate informatique[9]
- Won Jin-ah : Mi Yeon, la femme de Seo Joon
- Yoon Byeong-hee

## Production
Le 27 novembre 2019, l'agence de l'acteur Byeon Yo-han (en), Saram Entertainment, confirme sa présence dans le film. Kim Moo-yeol (en) rejoint le projet en décembre 2019.
En mai 2020, le tournage est terminé et le travail de post-production débute.

## Sortie
Le film sort en salle le 15 septembre 2021, le jour de la fête du Chuseok, en même temps que Miracle: Letters to the President (en).

## Réception

### Box-office
Le film sort sur 1 296 écrans. Selon le Conseil du film coréen, il reste premier du box-office durant les 2 premières semaines et dépasse le million d'entrées après 15 jours d'exploitation.
Il est le 4e plus grand succès coréen de l'année 2021 avec 11,87 millions $ de recettes et 1,42 million d'entrées au box-office sud-coréen.

### Critiques
Kim Hyeon-rok de SPOTV (en) estime que On the Line est un véritable film d'action montré du point de vue à la fois des victimes et des criminels. Elle déclare : « [le film] prend le monde de l'hameçonnage par téléphone comme axe et se sert du plaisir à le détruire. Cela ajoute un plaisir cinématographique à voir le monde du crime que je croyais connaître ». Elle salue les séquences d'action et la prestation de l'acteur Byeon Yo-han (en), qui, en tant qu'ancien policier et victime « est en charge de l'action, étroitement mêlée à l'émotion ». Kim apprécie également la « représentation réaliste de l'hameçonnage par téléphone et du capitalisme », et conclut : « le centre d'appels est conçu avec brio, et le niveau d'immersion est considérable ».
Jeong Hwa de Star News estime que le film est éducatif et informatif. Il a un « caractère didactique ». Il conclut : « On the Line est un film d'info-divertissement fidèle aux deux objectifs de donner une leçon et de satisfaire par procuration. Si vous souffrez consciemment, c'est parce que vous creusez à l'intérieur de vos espoirs et de vos peurs ».